# Cantó de Toulon-sur-Arroux
El cantó de Toulon-sur-Arroux és un cantó francès del departament de Saona i Loira, situat al districte de Charolles. Té 8 municipis i el cap és Toulon-sur-Arroux.

## Municipis
- Ciry-le-Noble
- Dompierre-sous-Sanvignes
- Génelard
- Marly-sur-Arroux
- Perrecy-les-Forges
- Saint-Romain-sous-Versigny
- Sanvignes-les-Mines
- Toulon-sur-Arroux

## Història
| Data d'elecció                           | Identitat         | Partit                     | Qualitat |
| ---------------------------------------- | ----------------- | -------------------------- | -------- |
| 1945-1950                                | Louis Viellaud    | SFIO                       |          |
| 1950-1960                                | Jean Rondepierre  | RPF, després divers droite |          |
| 1960-1964                                | Henri Ferret      | Divers droite              |          |
| 1964-1982                                | François Chapuis  | PCF                        |          |
| 1982-1994                                | Joseph Jeannot    | Divers droite              |          |
| 1994-                                    | Jean-Paul Meunier | PS                         |          |
| les dades anteriors no són pas conegudes |                   |                            |          |
|                                          |                   |                            |          |

## Demografia
| A partir de 1990: Població sense dobles comptes |